# Simulium opunohuense
Simulium opunohuense är en tvåvingeart som beskrevs av Craig 1987. Simulium opunohuense ingår i släktet Simulium och familjen knott. Inga underarter finns listade i Catalogue of Life.